# Dél-afrikai karmosbéka

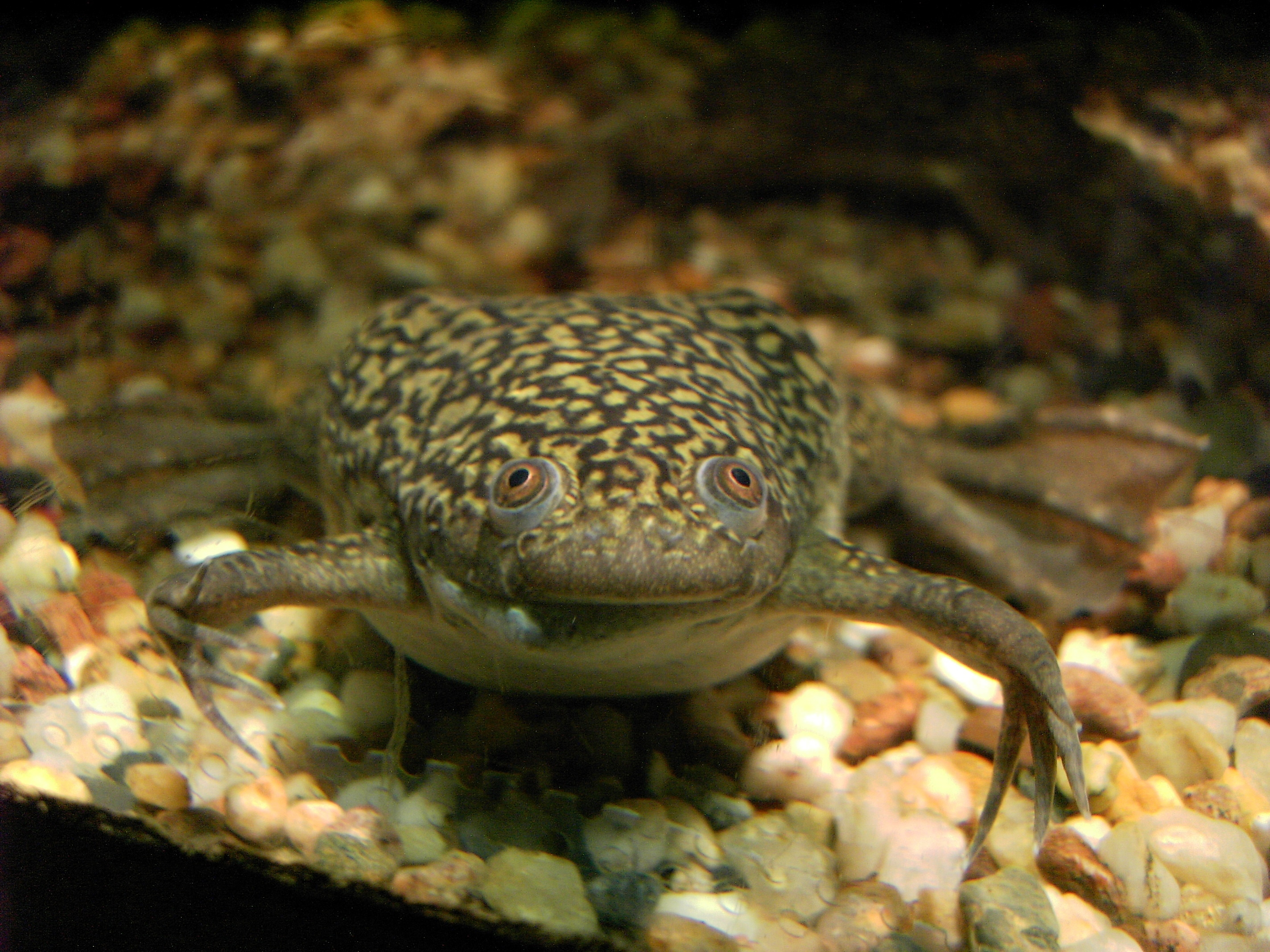
Dél-afrikai karmosbéka

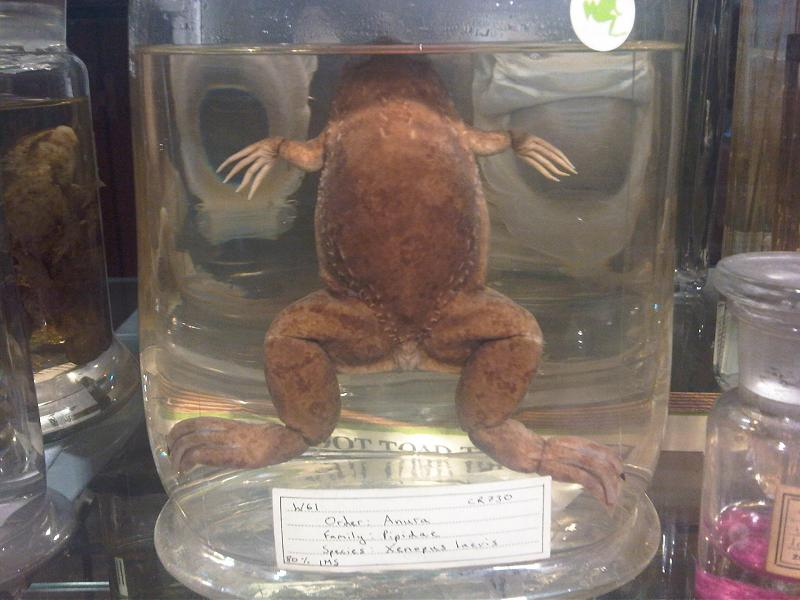
Dél-afrikai karmosbéka a londoni Grant Museum of Zoology-ban

A dél-afrikai karmosbéka (Xenopus  laevis) a kétéltűek (Amphibia) osztályába, ezen belül a békák (Anura) rendjébe és a pipabékafélék (Pipidae) családjába tartozó faj.

## Előfordulása
Nagy számban él Angola, Botswana, Kamerun,  a Közép-afrikai Köztársaság, a Kongói Köztársaság, a Kongói Demokratikus Köztársaság, Lesotho, Malawi, Mozambik, Namíbia, Nigéria, a Dél-afrikai Köztársaság, Szváziföld, Zambia és Zimbabwe nedves területein.
Betelepítés következtében egyes elszigetelt populációi megtalálhatók Észak-Amerikában, Dél-Amerikában és Európában is.

## Megjelenése
Hossza elérheti a 12 cm-t. Feje és törzse lapult. Színe szürkés, zöldes árnyalatú. Nevét a hátsó lábán található három rövid karomról kapta, ezekkel valószínűleg az iszapot kavarja fel menekülése közben. Évente vedlik, levetett bőrét megeszi.
Albinó változatait otthoni tartásra árulják.
Átlagos élettartama 5–15 év, de tudunk csaknem 30 éves kort megért példányokról is.
Bár felfújható torokzacskója nincs, a hímek belső gégeizmaik összehúzásával váltakozó, hosszú és rövid trillákkal hívják a nőstényeket. Szokatlan módon a nőstények szintén hangadással válaszolnak, az elfogadást kopogásszerű hanggal, az elutasítás lassú kattogó hanggal jelzik.
Gyorsan úszik, kisebb halakat is képes megfogni, melyeket elfogyaszt. Táplálékát nem tartja erősen, ezért a megfogott hal vagy rovar időnként elmenekül.

## Haszna a genetikai kutatásban
Bár a Xenopus  laevis nem túlságosan rövid generációs ciklusa, valamint genetikai összetettsége nem felel meg az általában kívánatos genetikai modellekének, mégis a fejlődésbiológia fontos modellszervezetévé vált.
Az ivarérettséget 1–2 év alatt éri el, és mint nemének többsége, tetraploid. Embriója nagy méretű és könnyen vizsgálható. Az embriók vizsgálatának egyszerűsége miatt kapott fontos szerepet a korai és a modern fejlődésbiológiában. Mostanában egy rokon faját, a Xenopus tropicalis-t alkalmasabbnak találták genetikai vizsgálatokra. Roger Wolcott Sperry a Xenopus  laevis-t használta híres kísérletei alanyául, melyben a látórendszer fejlődését írta le. Ezek a kísérletek vezettek kölcsönös affinitási elméletének megalakításához.
A Xenopus laevis oocitái (megtermékenyítetlen petesejtjei) fontos szerepet játszanak a molekuláris biológiában. DNS-t vagy hírvivő RNS-t fecskendezve az oocitába vagy az embrióba, a fehérjék ellenőrzött körülmények között tanulmányozhatók. Ezáltal lehetőség nyílik a módosított DNS (vagy hírvivő RNS) gyors funkcionális meghatározására.
A Xenopus laevis arról is jól ismert, hogy ezzel a fajjal végezték az első jól dokumentált terhességi teszteket, melyben egy terhes nő vizeletét a karmosbékába fecskendezve abban oocita-termelés indukálódott. A terhes nők vizeletében jelentős mennyiségben található HCG (Human chorionic gonadotropin) hormon. Napjainkban kereskedelmi forgalomban kapható HCG-t fecskendeznek a Xenopus laevis hímek és nőstények bőre alá, hogy párzásra késztessék őket és hajlandók legyenek fogságban, az év bármely szakában szaporodni.

## Kártevőként
A dél-afrikai karmosbéka kárt okozhat az ökoszisztémában, ha olyan területre telepítik be, melyben nem őshonos. 2007-ben ezek a békák elszaporodtak egy San Franciscó-i tóban; azóta is folyik a vita, hogyan lehetne megakadályozni további szaporodásukat. Arról nincs információ, hogy ez a faj szándékosan vagy véletlenül került a San Franciscó-i ökoszisztémába.
A Xenopus laevis faj immunis a Batrachochytrium dendrobatidis (egy chytridomycota – rajzóspórás gomba) gombára, és azt is sikerült megállapítani, hogy a B. dendrobatidis eredeti élőhelye Afrikában a Xenopus laevis élőhelyén van. Számos kutató úgy véli, hogy ez lehet a békapopulációk világméretű összeomlásának oka. Terhességvizsgálati és kutatási célú felhasználása miatt a faj az egész világra magával hurcolta a B. dendrobatidis gombát Afrikából. Mivel a más élőhelyeken élő békák nem immunisak a gombával szemben, ~~chytridomycosisban elpusztulnak.

## Háziállatként
A faj egyre népszerűbb az akvaristák körében, mivel viszonylag könnyen tartható otthoni környezetben.